# Крете (Воклиз)
Крете (фр. Crestet) насеље је и општина у Француској у региону Прованса-Алпи-Азурна обала, у департману Воклиз која припада префектури Карпантрас.
По подацима из 2011. године у општини је живело 434 становника, а густина насељености је износила 37,8 становника/km². Општина се простире на површини од 11,48 km². Налази се на средњој надморској висини од 300 метара (максималној 567 m, а минималној 199 m).

## Демографија
| 1962. | 1968. | 1975. | 1982. | 1990. | 1999. | 2011. |
| ----- | ----- | ----- | ----- | ----- | ----- | ----- |
| 247   | 269   | 297   | 326   | 404   | 432   | 434   |

График промене броја становника у току последњих година